# Finnische Bandynationalmannschaft der Herren
Die finnische Bandynationalmannschaft der Herren präsentiert Finnland bei internationalen Spielen im Bandy. Finnland nahm bei allen Bandy-Weltmeisterschaften bislang teil, belegte stets einen Platz unter den ersten vier und gilt nach Russland und Schweden als die beste Mannschaft der Welt. Größter Erfolg der Mannschaft bislang ist der WM-Sieg 2004. Der Bandysport wird in Finnland vom finnischen Bandyverband, der Suomen Jääpalloliitto (SJPL, schwedisch: Finlands Bandyförbund, FBYF), organisiert.
Trainer der finnischen Auswahl ist seit 2009 Tommy Österberg (Stand 2013).

## Finnland bei Weltmeisterschaften
Finnland gilt als ewiger Dritter der Bandy-Weltmeisterschaften. Dies liegt daran, dass Finnland seit 1957 20 Mal die Bronzemedaille gewann, dagegen aber nur acht Silbermedaillen (Stand 2017). Die einzige Goldmedaille für das finnische Team gab es bislang 2004, als man Schweden mit 5:4 besiegen konnte.
| Turnier                      | Ort                 | Platzierung |
| ---------------------------- | ------------------- | ----------- |
| Bandy-Weltmeisterschaft 1957 | Finnland            | 2           |
| Bandy-Weltmeisterschaft 1961 | Norwegen            | 3           |
| Bandy-Weltmeisterschaft 1963 | Schweden            | 2           |
| Bandy-Weltmeisterschaft 1965 | Sowjetunion         | 4           |
| Bandy-Weltmeisterschaft 1967 | Finnland            | 2           |
| Bandy-Weltmeisterschaft 1969 | Schweden            | 3           |
| Bandy-Weltmeisterschaft 1971 | Schweden            | 3           |
| Bandy-Weltmeisterschaft 1973 | Sowjetunion         | 3           |
| Bandy-Weltmeisterschaft 1975 | Finnland            | 3           |
| Bandy-Weltmeisterschaft 1977 | Norwegen            | 3           |
| Bandy-Weltmeisterschaft 1979 | Schweden            | 3           |
| Bandy-Weltmeisterschaft 1981 | Sowjetunion         | 3           |
| Bandy-Weltmeisterschaft 1983 | Finnland            | 3           |
| Bandy-Weltmeisterschaft 1985 | Norwegen            | 3           |
| Bandy-Weltmeisterschaft 1987 | Schweden            | 2           |
| Bandy-Weltmeisterschaft 1989 | Sowjetunion         | 2           |
| Bandy-Weltmeisterschaft 1991 | Finnland            | 3           |
| Bandy-Weltmeisterschaft 1993 | Norwegen            | 4           |
| Bandy-Weltmeisterschaft 1995 | USA                 | 3           |
| Bandy-Weltmeisterschaft 1997 | Schweden            | 3           |
| Bandy-Weltmeisterschaft 1999 | Russland            | 2           |
| Bandy-Weltmeisterschaft 2001 | Finnland & Schweden | 3           |
| Bandy-Weltmeisterschaft 2003 | Russland            | 4           |
| Bandy-Weltmeisterschaft 2004 | Schweden            | 1           |
| Bandy-Weltmeisterschaft 2005 | Russland            | 4           |
| Bandy-Weltmeisterschaft 2006 | Russland            | 3           |
| Bandy-Weltmeisterschaft 2007 | Schweden            | 3           |
| Bandy-Weltmeisterschaft 2008 | Russland            | 3           |
| Bandy-Weltmeisterschaft 2009 | Schweden            | 3           |
| Bandy-Weltmeisterschaft 2010 | Russland            | 3           |
| Bandy-Weltmeisterschaft 2011 | Russland            | 2           |
| Bandy-Weltmeisterschaft 2012 | Kasachstan          | 4           |
| Bandy-Weltmeisterschaft 2013 | Schweden            | 4           |
| Bandy-Weltmeisterschaft 2014 | Russland            | 4           |
| Bandy-Weltmeisterschaft 2015 | Russland            | 4           |
| Bandy-Weltmeisterschaft 2016 | Russland            | 2           |
| Bandy-Weltmeisterschaft 2017 | Schweden            | 3           |

## Bekannte Spieler
Bekannte Spieler im Kader Finnlands bislang waren und sind unter anderem:
- Ville Aaltonen (* 1979)
- Alpo Aho (1934–1983), 28 Länderspiele/14 Tore, Torschützenkönig der WM 1957
- Verner Eklöf (1897–1955), 3 Länderspiele
- Pasi Hiekkanen (* 1977), Torhüter
- Rasmus Lindqvist (* 1979), 38 Länderspiele
- Stig-Göran Myntti (1925–2020), 12 Länderspiele/4 Tore, im WM-Aufgebot 1957
- Arvo Närvänen (1905–1982), 14 Länderspiele
- Olof Strömsten (1909–1959), 5 Länderspiele
- Tauno Timoska (1932–2022), 32 Länderspiele/29 Tore